# 博山区
博山区是中国山东省淄博市所辖的一个市辖区。位於山東省中部，魯中山區北部，淄博市南部，南與沂源縣接壤，西南接萊蕪區，西北與章丘區交界，東部和北部與淄川區毗鄰，总面积为682平方公里。區人民政府駐城東街道縣前街46號。

## 历史
博山原称“青州府颜神镇”，清雍正六年始称博山。
区名由来：其一，博山全境尽山，几无平坦之地，博山之名具有多山之意；其二，因境东南有“博山”，故以山名为区名。　

## 行政区划
博山区下辖3个街道办事处、7个镇：
城东街道、城西街道、山头街道、域城镇、白塔镇、八陡镇、石马镇、源泉镇、池上镇和博山镇。

## 交通
- 205国道过境。

## 经济
博山是山东重要的工业制造基地，其工业以机械（以各类水泵、真空泵为主）制造、纺织服装、钛化工、陶瓷琉璃和新材料为主导。

## 人口
2010年中国第六次人口普查时，博山区共有人口463013人。共有家庭170620户，平均每户2.60人。14岁以下的少年儿童共57655人，占总人口12.45%；15-64岁人口共350084人，占总人口75.60%；65岁及以上的老年人共55274人，占总人口的11.93%。男性共计229264人，占总人口49.51%；女性共计233749，占总人口50.48%。本地居住的人口中，拥有本地户籍的人口为388947人，占84.00%。
截至2022年末，博山區户籍人口42.44萬人，從性別構成看，男性21.03萬人，女性21.41萬人，分別佔總人口的49.6%和50.4%。

## 旅游
主要旅游景点：
- 原山森林公园
- 鲁山森林公园
- 开元溶洞
- 五阳湖生态旅游度假区（原石马水库）
- 齐长城
- 颜文姜祠
- 赵执信故居
- 白石洞
- 顏神古鎮
  - 劉家大院
  - 侯家樓
  - 進士樓（馮家大院）